# Ed Fiori
Ed Fiori (Lynwood, California; 21 de abril de 1953 – 6 de julio de 2025) fue un golfista profesional estadounidense,  cuatro veces campeón en el PGA Tour y una vez campeón del Champions Tour.

## Resultados

### Victorias en el PGA Tour (4)
| No. | Fecha                    | Torneo                  | Puntuación               | Margen de victoria | Finalista(s)                         |
| --- | ------------------------ | ----------------------- | ------------------------ | ------------------ | ------------------------------------ |
| 1   | 14 de octubre de 1979    | Southern Open           | −14 (69-72-65-68=274)    | Playoff            | United States} Tom Weiskopf          |
| 2   | 5 de julio de 1981       | Western Open            | −11 (74-67-69-67=277)    | 4 golpes           | Jim Colbert, Greg Powers, Jim Simons |
| 3   | 17 de enero de 1982      | Bob Hope Desert Classic | −25 (70-65-66-67-67=335) | Playoff            | Tom Kite                             |
| 4   | 15 de septiembre de 1996 | Quad City Classic       | −12 (66-68-67-67=268)    | 2 golpes           | Andrew Magee                         |

Desempates en el PGA Tour (2–0)
| No. | Año  | Torneo                  | Rival        | Resultado                          |
| --- | ---- | ----------------------- | ------------ | ---------------------------------- |
| 1   | 1979 | Southern Open           | Tom Weiskopf | Ganó con birdie en el segundo hoyo |
| 2   | 1982 | Bob Hope Desert Classic | Tom Kite     | Ganó con birdie en el segundo hoyo |

### Otras victorias (2)
- Southern California Open 1981
- Jerry Ford Invitational 1984

### Victorias en el Champions Tour (1)
| No. | Fecha              | Torneo             | Puntuación        | Margen de victoria | Finalista(s) |
| --- | ------------------ | ------------------ | ----------------- | ------------------ | ------------ |
| 1   | 7 de marzo de 2004 | MasterCard Classic | −6 (72-71-67=210) | Playoff            | Graham Marsh |

Desempate en el Champions Tour (1–0)
| No. | Año  | Torneo             | Rival        | Resultado                      |
| --- | ---- | ------------------ | ------------ | ------------------------------ |
| 1   | 2004 | MasterCard Classic | Graham Marsh | Ganó con par en el tercer hoyo |

## Apariciones en torneos major
| Torneo             | 1978 | 1979 | 1980 | 1981 | 1982 | 1983 | 1984 | 1985 | 1986 | 1987 | 1988 | 1989 |
| ------------------ | ---- | ---- | ---- | ---- | ---- | ---- | ---- | ---- | ---- | ---- | ---- | ---- |
| Masters Tournament |      |      | T6   | CUT  | CUT  |      | CUT  |      |      |      |      |      |
| U.S. Open          | T35  |      |      |      |      |      | CUT  | T46  |      |      |      | CUT  |
| PGA Championship   |      |      | CUT  | T33  | T54  | T55  | CUT  | T51  |      |      | T52  | T9   |

| Torneo             | 1990 | 1991 | 1992 | 1993 | 1994 | 1995 | 1996 | 1997 |
| ------------------ | ---- | ---- | ---- | ---- | ---- | ---- | ---- | ---- |
| Masters Tournament |      |      |      |      |      |      |      | CUT  |
| U.S. Open          |      |      |      |      |      |      |      |      |
| PGA Championship   | T69  |      |      |      |      |      |      | CUT  |

- Nota: Fiori nunca jugó en The Open Championship.

 Top 10 
 No jugó 
- CUT = No superó el corte
- "T" = Empató

## Vida personal y muerte
Fiori vivió plagado de problemas de salud vinculados a su peso, al punto que requirió una cirugía de fusión espinal en 2005. Vivió en el suburbio de Sugar Land, Texas en Houston.
Ed Fiori murió de cáncer el 6 de julio de 2025 a los 72 años.